# Cees Meuwese
Cornelis ('Cees') Josephus Johannes Maria Meuwese (Tilburg, 23 november 1906 - Tilburg, 26 november 1978) was een missionaris van het Heilig Hart in Nederlands-Nieuw-Guinea.
Meuwese werd op 10 augustus 1933 tot priester gewijd en vertrok in 1934 als missionaris van het H. Hart naar Nieuw-Guinea. Na tweeënhalf jaar in Babo aan de westelijke kust werkzaam te zijn geweest, werd hij in 1937 benoemd in het nog vrijwel onbekende stroomgebied van de rivier de Mappi, destijds woongebied van oorlogszuchtige bevolkingsgroepen als de Muyu. Zijn standplaatsen waren de plaatsen Tanahmera en, vanaf 1947, Kepi aan de Qobarivier. Van hieruit maakte hij verschillende verkenningstochten langs de kust en in het binnenland. 
Op 4 september 1948 ontdekte hij samen met pater Jan Verschueren tijdens een patrouille een nieuwe rivier, die op 6 september 1948, de dag van de inhuldiging van koningin Juliana, door de Nederlandse regering werd erkend en voortaan Koningin Julianarivier werd genoemd. 
Pater Meuwese werkte 24 jaar onder de Papoea's. Later gaf hij hierover vele lezingen en publiceerde behalve in een aantal vakbladen ook in onder andere de Katholieke Illustratie en Elseviers-weekblad. Cees Meuwese behoorde tot de groep missionarissen - waaronder Henricus Geurtjens, Jos van der Kolk en Petrus Vertenten - die van grote betekenis zijn geweest voor de kennis van culturen en dialecten van de zuidkust van Nieuw-Guinea. 